# King John's Castle
Il King John's Castle è un castello sulla King's Island sul fiume Shannon a Limerick, in Irlanda.
Del castello si conservano principalmente i muri esterni e le torri fortificate che sono diventate attrazioni turistiche. I resti dell'insediamento vichingo sono stati scoperti con la costruzione di un centro per turisti. Si trova nella zona della città conosciuta come King's Island (Isola del Re).
Il primo bastione stabile si deve al re vichingo Thormodr Helgason, che costruì qui una base.